# ياشا هيفتس
«ياشا هيفتس» (2 فبراير 1901 – 10 ديسمبر 1987) كان عازف كمان روسي أمريكي. يعتبره الكثيرون أعظم عازف كمان في التاريخ.[بحاجة لمصدر أفضل] وُلد في فيلنا (فيلنيوس)، وهاجر في سن المراهقة إلى الولايات المتحدة، حيث استقبله الجمهور بحماس في أول أداء له في «قاعة  كارنيجي». كان عازفًا موهوبًا منذ طفولته، فقد قال «فريتز كريسلر»، عازف كمان رائد آخر في القرن العشرين، عند سماعه أداء هيفتس لأول مرة: «ربما يجدر بنا تكسير آلات الكمان الخاصة بنا على ركبتينا.»
بالرغم من سجله المهني الطويل والناجح جدًا، فقد أجبرته إصابة في ذراعه اليمنى (المُستعملة لعزف الكمان) على تحويل تركيزه إلى التعليم.
في وقت متأخر من حياته، كرس هيفتس حياته للتعليم وأصبح مناصرًا للقضايا الاجتماعية والسياسية. دعا علنا إلى استعمال رقم 911 للاتصال بالطوارئ، وناهض للحفاظ على الهواء نقيًا. احتج هو وطلابه في جامعة جنوب كاليفورنيا على الضباب الدخاني من خلال ارتدائه أقنعة واقية من الغاز، وفي عام 1967، حول سيارته من طراز «رينو» إلى سيارة كهربائية.

## بداية حياته
وُلد هيفتس في عائلة روسية يهودية في فيلنا، ليتوانيا، التي كانت جزءًا من الإمبراطورية الروسية وقتها. كان والده،  «روفين هيفتس»، ابن «إيلي»، معلم كمان محلي وعمل كقائدٍ للحفلات الموسيقية لأوركسترا «مسرح فيلنيوس» لموسم واحد قبل إغلاق المسرح. بينما كان ياشا رضيعًا، أجرى والده سلسلة من الاختبارات، ليلاحظ استجابة ابنه لعزفه على الكمان. أقنعه ذلك بإمكانات ياشا الكبيرة، وقبل أن يبلغ ياشا عامه الثاني، اشترى له والده كمانًا صغيرًا، وعلمه طريقة استعمال قوس الكمان وتموضع الأصابع بشكل بسيط.
في سن الخامسة، بدأ التعلم على يد «ليوبولد أوير». كان طفلًا عبقريًا، إذ عزف علنًا لأول مرة في السابعة من عمره، في كوفنو (كاوناس، ليتوانيا حاليًا) حيث عزف «كونشيرتو الكمان على سلم مي الصغير» للعازف «فيليكس مندلسون». في عام 1910، التحق بمعهد «كونسرفاتوار سانت بطرسبرغ» للدراسة على يد أوير.
قام هيفتس بالعزف في ألمانيا وإسكندنافيا، والتقى بفريتز كريسلر لأول مرة في منزل خاص في برلين، في حفلة نهارية خاصة في 20 مايو 1912. في منزل «آرثر أبيل»، الناقد الموسيقي البارز في برلين لصالح مجلة «ميوزيكال كوريور» الأمريكية. كان فريتز كريسلر من بين الموسيقيين الآخرين المعروفين الذين حضروا الحفل، وبعد أن عزف هيفتس البالغ من العمر 12 عامًا كونشرتو مندلسون للكمان، أفاد أبل أن كريسلر قال لجميع الحاضرين: «ربما يجدر بنا تكسير آلات الكمان الخاصة بنا على ركبتينا.»
زار هيفتس معظم أوروبا بينما كان مراهقًا. في أبريل 1911، عزف في حفل موسيقي خارجي في سان بطرسبرغ أمام 25000 متفرج. شعر الحاضرون بحماسٍ كبير لدرجة أجبرت ضباط الشرطة على حماية عازف الكمان الشاب بعد الحفل الموسيقي. في عام 1914، قام بالعزف ضمن «أوركسترا برلين الفيلهارمونية» بقيادة «آرثر نيكيش». قال قائد الأوركسترا أنه لم يسمع مثل هذا العزف الممتاز على الكمان من قبل.

## حياته المهنية
غادر هيفتس وعائلته روسيا في عام 1917، وسافروا بواسطة القطار إلى أقصى الشرق الروسي ثم ركبوا سفينة متجهةً إلى الولايات المتحدة، حيث رست في سان فرانسيسكو. في 27 أكتوبر 1917، عزف هيفتس لأول مرة في الولايات المتحدة، في قاعة كارنيجي في نيويورك، وأصبح مشهورًا فورًا. سأل زميله وعازف الكمان «ميشا إيلمان» وسط الحضور: «هل تعتقد أن الجو حار هنا؟»، فأجابه عازف البيانو «ليوبولد جودوفسكي»، الذي كان جالسًا بجانبه، «ليس بالنسبة لعازفي البيانو.»
في عام 1917، انتُخب هيفتس كعضو شرف في «سينفونية فاي ميو ألفا»، وهي منظمة الأخوة الوطنية للرجال الموسيقين، من قِبل فرع الأخوة المُسمى ألفا في «معهد نيو إنجلاند للموسيقى» في بوسطن. بعمر السادسة عشر، ربما كان أصغر شخص على الإطلاق يُنتخب لعضوية المنظمة. أقام هيفتس في البلاد وأصبح مواطنًا أمريكيًا في عام 1925.
في عام 1954، بدأ هيفتس العمل مع عازف البيانو «بروكس سميث»، الذي عمل كعازف مرافق لهيفتس  لسنوات عديدة قبل تُصبح العازفة «آيك آجوس» مرافقه الجديد. ولأكثر من 20 عامًا، رافقه العازف «إيمانويل باي»، مهاجر آخر من روسيا وصديقه الشخصي، في حفلاته الموسيقية. وصلت علاقة هيفتس الموسيقية مع مرافقيه لدرجة أنه كان يوضح لهم كيف أراد أن تُعزف المقاطع الصوتية على البيانو، حتى أنه كان يقترح طريقة تموضع الأصابع التي يجب استخدامها.
بعد مواسم الحفلات الموسيقية بين عامي 1955 و1956، أعلن هيفتس أنه سيحد بشكل كبير من مشاركاته في الحفلات الموسيقية، قائلًا: «لقد عزفت لمدة طويلة جدًا.» في عام 1958، تعثر في مطبخه وكسر وركه الأيمن، ما أدى لنقله إلى «مستشفى سيدارز لبنان» وإصابتة بعدوى المكورات العنقودية المميتة. دُعي لعزف موسيقى «بيتهوفن» في الجمعية العامة للأمم المتحدة، ودخل متكًأ على عصا. بحلول عام 1967، قام هيفتس بتقليل عدد عروضه الموسيقية بشكل كبير.

## وفاته
توفي هيفتس في «مركز سيدارز سيناء الطبي» في لوس أنجلوس، كاليفورنيا، في 10 ديسمبر 1987، عن عمر يناهز 86 عامًا بعد سقوطه على الأرض في منزله.

## وصلات خارجية
- ياشا هيفتس على موقع IMDb (الإنجليزية)
- ياشا هيفتس على موقع الموسوعة البريطانية (الإنجليزية)
- ياشا هيفتس على موقع مونزينجر (الألمانية)
- ياشا هيفتس على موقع ميوزك برينز (الإنجليزية)
- ياشا هيفتس على موقع إن إن دي بي (الإنجليزية)
- ياشا هيفتس على موقع أول ميوزيك (الإنجليزية)
- ياشا هيفتس على موقع ديسكوغز (الإنجليزية)
- ياشا هيفتس على موقع قاعدة بيانات الفيلم (الإنجليزية)
- ياشا هيفتس على موقع فايند أغريف